# 伝馬通 (岡崎市の町名)
伝馬通（てんまどおり）は、愛知県岡崎市の町名。現行行政地名は伝馬通1丁目から伝馬通5丁目。

## 地理
岡崎市の西部に位置し、中心街の一角に相応する。町内に小字は持たない。

## 世帯数と人口
2019年（令和元年）5月1日現在の世帯数と人口は以下の通りである。
| 町丁   | 世帯数  | 人口  |
| ------ | ------- | ----- |
| 伝馬通 | 320世帯 | 674人 |

### 人口の変遷
国勢調査による人口の推移
| 1995年（平成7年）  | 867人 | [ 5 ] |  |
| 2000年（平成12年） | 801人 | [ 6 ] |  |
| 2005年（平成17年） | 751人 | [ 7 ] |  |
| 2010年（平成22年） | 706人 | [ 8 ] |  |
| 2015年（平成27年） | 728人 | [ 9 ] |  |

## 学区
市立小・中学校に通う場合、学区は以下の通りとなる。
| 番・番地等 | 小学校             | 中学校             | 高等学校普通科 |
| ---------- | ------------------ | ------------------ | -------------- |
| 全域       | 岡崎市立梅園小学校 | 岡崎市立甲山中学校 | 三河学区       |

## 歴史
額田郡岡崎伝馬町を前身とする。

### 沿革

#### 伝馬町
- 1889年（明治22年）10月1日 - 町村制施行に伴い、岡崎横町・岡崎亀井町・岡崎久右衛門町・岡崎魚町・岡崎康生町・岡崎材木町・岡崎十王町・岡崎松本町・岡崎上肴町・岡崎伝馬町・岡崎田町・岡崎唐沢町・岡崎島町・岡崎投町・岡崎能見町・岡崎八幡町・岡崎板屋町・岡崎福寿町・岡崎門前町・岡崎祐金町・岡崎裏町・岡崎両町・岡崎連尺町・岡崎六地蔵町・岡崎籠田町・菅生村・中村・梅園村・八帖村・六供村が合併し、岡崎町大字伝馬となる[11]。
- 1916年（大正5年）7月1日 - 市制施行に伴い、岡崎市大字伝馬となる[12]。
- 1917年（大正6年）7月1日 - 伝馬町に改称[12]。
- 1957年（昭和32年）11月15日 - 全域が伝馬通1～5丁目・康生通南3丁目・六地蔵町1丁目・菅生町1丁目・久右ヱ門町1丁目・花崗町1丁目・祐金町1丁目・十王町1～2丁目・門前町1丁目・両町1丁目・西中町1丁目となり廃止[12]。

#### 伝馬通
- 1957年（昭和32年）11月15日 - 亀井町・六地蔵町・祐金町・花崗町・上肴町・伝馬町・久右ヱ門町・門前町・十王町・中町・両町の各一部より、伝馬通1～5丁目が成立[12][13]。

## 交通

### 道路
- 愛知県道477号東大見岡崎線（モダン道路）
- 太陽緑道
- 都市計画道路伝馬町線（伝馬通り）[14]
- 総門通り

## 施設
- 岡崎信用金庫資料館（1917年（大正6年）、旧岡崎銀行本店、国登録有形文化財）
- 日本福音ルーテル岡崎教会（1953年（昭和28年）、国登録有形文化財）[15][16]
- 岡崎市役所 西駐車場
- 十王公園
- 備前屋本店
- 小野玉川堂[17]
- 岡崎信用金庫 伝馬支店
- ミニストップ 岡崎伝馬通店
- 銀のさら 岡崎店
- あいおいニッセイ同和損害保険岡崎ビル

## ギャラリー
- 日本福音ルーテル教会岡崎教会
- 岡崎市道伝馬町線
- 東海道岡崎宿西本陣跡
- 十王公園
- 岡崎信用金庫資料館
- 岡崎信用金庫伝馬支店
- 太陽緑道
- 小野玉川堂[17]
- 常盤館（後の岡崎グランド劇場）。現在はミニストップ岡崎伝馬通店が建っている。
- 終戦後の伝馬通2丁目付近（1949年撮影）
- 御馳走屋敷跡地。2007年までは「伝馬公設市場」があった。現在は岡崎市社会福祉協議会の駐車場として使用されている[18]。

## その他

### 日本郵便
- 郵便番号 : 444-0038[3]（集配局：岡崎郵便局[19]）。